# Општина Ел Салто (Халиско)
Ел Салто (шп. El Salto) општина је у Мексику у савезној држави Халиско. Општина се налази на надморској висини од 1550 м.

## Становништво
Према подацима из 2010. у општини је живело 138226 становника.

### Хронологија
| Година       | 2000                  | 2005                   | 2010                   |
| ------------ | --------------------- | ---------------------- | ---------------------- |
| Становништво | 83453 (41899 / 41554) | 111436 (55621 / 55815) | 138226 (69006 / 69220) |

### Попис
| \| \| м \| \| \| ж \| \| 0—2 \| 4.634 \| \| \| 4.628 \| \| 3—5 \| 5.002 \| \| \| 4.877 \| \| 6—11 \| 9.966 \| \| \| 9.707 \| \| 12—14 \| 4.610 \| \| \| 4.454 \| \| 15—17 \| 4.396 \| \| \| 4.377 \| \| 18—24 \| 8.973 \| \| \| 9.016 \| \| 60+ \| 3.700 \| \| \| 3.613 \| \| Просек : \| 26,3 \| \| \| 26,6 \| |       |  |  |       |
| |       |  |  |       |
| | м     |  |  | ж     |
| 0—2 | 4.634 |  |  | 4.628 |
| 3—5 | 5.002 |  |  | 4.877 |
| 6—11 | 9.966 |  |  | 9.707 |
| 12—14 | 4.610 |  |  | 4.454 |
| 15—17 | 4.396 |  |  | 4.377 |
| 18—24 | 8.973 |  |  | 9.016 |
| 60+ | 3.700 |  |  | 3.613 |
| Просек : | 26,3  |  |  | 26,6  |

| #   | Индикатор                                                                                        | Вредност |
| --- | ------------------------------------------------------------------------------------------------ | -------- |
| 1   | Становништво од 0 до 2 године                                                                    | 9262     |
| 2   | Мушко становништво од 0 до 2 године                                                              | 4634     |
| 3   | Женско становништво од 0 до 2 године                                                             | 4628     |
| 4   | Становништво са 3 и више година                                                                  | 128325   |
| 5   | Мушко становништво са 3 и више година                                                            | 64054    |
| 6   | Женско становништво са 3 и више година                                                           | 64271    |
| 7   | Становништво са 5 и више година                                                                  | 121709   |
| 8   | Мушко становништво са 5 и више година                                                            | 60707    |
| 9   | Женско становништво са 5 и више година                                                           | 61002    |
| 10  | Становништво са 12 и више година                                                                 | 98773    |
| 11  | Мушко становништво са 12 и више година                                                           | 49086    |
| 12  | Женско становништво са 12 и више година                                                          | 49687    |
| 13  | Становништво са 15 и више година                                                                 | 89709    |
| 14  | Мушко становништво са 15 и више година                                                           | 44476    |
| 15  | Женско становништво са 15 и више година                                                          | 45233    |
| 16  | Становништво са 18 и више година                                                                 | 80936    |
| 17  | Мушко становништво са 18 и више година                                                           | 40080    |
| 18  | Женско становништво са 18 и више година                                                          | 40856    |
| 19  | Становништво од 3 до 5 година                                                                    | 9879     |
| 20  | Мушко становништво од 3 до 5 година                                                              | 5002     |
| 21  | Женско становништво од 3 до 5 година                                                             | 4877     |
| 22  | Становништво од 6 до 11 година                                                                   | 19673    |
| 23  | Мушко становништво од 6 до 11 година                                                             | 9966     |
| 24  | Женско становништво од 6 до 11 година                                                            | 9707     |
| 25  | Становништво од 8 до 14 година                                                                   | 22250    |
| 26  | Мушко становништво од 8 до 14 година                                                             | 11348    |
| 27  | Женско становништво од 8 до 14 година                                                            | 10902    |
| 28  | Становништво од 12 до 14 година                                                                  | 9064     |
| 29  | Мушко становништво од 12 до 14 година                                                            | 4610     |
| 30  | Женско становништво од 12 до 14 година                                                           | 4454     |
| 31  | Становништво од 15 до 17 година                                                                  | 8773     |
| 32  | Мушко становништво од 15 до 17 година                                                            | 4396     |
| 33  | Женско становништво од 15 до 17 година                                                           | 4377     |
| 34  | Становништво од 18 до 24 године                                                                  | 17989    |
| 35  | Мушко становништво од 18 до 24 године                                                            | 8973     |
| 36  | Женско становништво од 18 до 24 године                                                           | 9016     |
| 37  | Женско становништво од 15 до 49 година                                                           | 37519    |
| 38  | Становништво са 60 и више година                                                                 | 7313     |
| 39  | Мушко становништво са 60 и више година                                                           | 3700     |
| 40  | Женско становништво са 60 и више година                                                          | 3613     |
| 41  | Однос између мушкараца и жена                                                                    | 99.69    |
| 42  | Становништво од нуле до 14 година                                                                | 47878    |
| 43  | Становништво од 15 до 64 године                                                                  | 84984    |
| 44  | Становништво од 65 година и више                                                                 | 4725     |
| 45  | Просечан број деце                                                                               | 2.42     |
| 46  | Становништво рођено у ентитету                                                                   | 117491   |
| 47  | Мушко становништво рођено у ентитету                                                             | 58457    |
| 48  | Женско становништво рођено у ентитету                                                            | 59034    |
| 49  | Становништво рођено у другом ентитету                                                            | 19179    |
| 50  | Мушко становништво рођено у другом ентитету                                                      | 9743     |
| 51  | Женско становништво рођено у другом ентитету                                                     | 9436     |
| 52  | Становништво од 5 година и више резидентно у ентитету у јуну 2005. године                        | 117884   |
| 53  | Мушко становништво старосног доба од 5 година и више, резидентно у ентитету у јуну 2005. године  | 58654    |
| 54  | Женско становништво старосног доба од 5 и више година, резидентно у ентитету у јуну 2005. године | 59230    |
| 55  | Становништво од 5 година и више које је живело у другом ентитету у јуну 2005. године             | 2229     |
| 56  | Мушко становништво старије од 5 година које је живело у другом ентитету у јуну 2005. године      | 1169     |
| 57  | Женско становништво старије од 5 година које је живело у другом ентитету у јуну 2005. године     | 1060     |
| 58  | Становништво од 3 године и више које говори аутохтони језик                                      | 484      |
| 59  | Мушко становништво старо 3 године и више које говори аутохтони језик                             | 265      |
| 60  | Женско становништво старо 3 године и више које говори аутохтони језик                            | 219      |
| 61  | Становништво од 3 године и више које говори аутохтони језик и не говори шпански језик            | 3        |
| 62  | Мушко становништво старо 3 године и више које говори аутохтони језик и не говори шпански         | 0        |
| 63  | Женско становништво старо 3 године и више које говори аутохтони језик и не говори шпански језик  | 3        |
| 64  | Становништво старо 3 године и више које говори аутохтони језик и шпански                         | 323      |
| 65  | Мушко становништво старо 3 године и више које говори аутохтони језик и шпански                   | 174      |
| 66  | Женско становништво старо 3 године и више које говори аутохтони језик и шпански                  | 149      |
| 67  | Становништво од 5 година и више које говори аутохтони језик                                      | 476      |
| 68  | Становништво од 5 година и више које говори аутохтони језик и не говори шпански језик            | 2        |
| 69  | Становништво од 5 година и више које говори аутохтони језик и говори шпански језик               | 321      |
| 70  | Становништво у домородачким домаћинствима                                                        | 1252     |
| 71  | Становништво са ограничењима у активностима                                                      | 3840     |
| 72  | Становништво са ограниченим ходањем или кретањем, горе или доле                                  | 1908     |
| 73  | Становници са ограничењима вида, чак и уз кориштење сочива                                       | 1028     |
| 74  | Становништво са ограничењима говора, комуникације или конверзације                               | 368      |
| 75  | Становништво са ограниченим слухом                                                               | 365      |
| 76  | Становништво са ограничењима при одевању, купању или јелу                                        | 171      |
| 77  | Становништво са ограничењима у опажању или учењу једноставних ствари                             | 244      |
| 78  | Становништво са менталним ограничењима                                                           | 456      |
| 79  | Становништво без ограничења активности                                                           | 132927   |
| 80  | Становништво од 3 до 5 година које не похађа школу                                               | 4715     |
| 81  | Мушко становништво од 3 до 5 година које не похађа школу                                         | 2432     |
| 82  | Женско становништво од 3 до 5 година које не похађа школу                                        | 2283     |
| 83  | Становништво од 6 до 11 година које не похађа школу                                              | 876      |
| 84  | Мушко становништво од 6 до 11 година које не похађа школу                                        | 498      |
| 85  | Женско становништво од 6 до 11 година које не похађа школу                                       | 378      |
| 86  | Становништво од 12 до 14 година које не похађа школу                                             | 1080     |
| 87  | Мушко становништво од 12 до 14 година које не похађа школу                                       | 611      |
| 88  | Женско становништво од 12 до 14 година које не похађа школу                                      | 469      |
| 89  | Становништво од 15 до 17 година похађа школу                                                     | 5142     |
| 90  | Мушко становништво од 15 до 17 година похађа школу                                               | 2505     |
| 91  | Женско становништво између 15 и 17 година живота у школи                                         | 2637     |
| 92  | Становништво од 18 до 24 године похађа школу                                                     | 3176     |
| 93  | Мушко становништво од 18 до 24 године похађа школу                                               | 1584     |
| 94  | Женско становништво од 18 до 24 године похађа школу                                              | 1592     |
| 95  | Становништво од 8 до 14 година које не може да чита и пише                                       | 721      |
| 96  | Мушко становништво старосног доба од 8 до 14 година које не може да чита и пише                  | 441      |
| 97  | Женско становништво старосног доби од 8 до 14 година које не може да чита и пише                 | 280      |
| 98  | Становништво од 15 година и више које је неписмено                                               | 3829     |
| 99  | Мушко становништво од 15 година и више које је неписмено                                         | 1774     |
| 100 | Женско становништво од 15 година и више које је неписмено                                        | 2055     |
| 101 | Становништво старо 15 и више година без школовања                                                | 5476     |
| 102 | Мушко становништво старо 15 и више година без школовања                                          | 2687     |
| 103 | Женско становништво старо 15 и више година без школовања                                         | 2789     |
| 104 | Становништво старосног доба 15 и више година са непотпуним основним образовањем                  | 10096    |
| 105 | Мушко становништво старосног доба од 15 година и више са непотпуном основним образовањем         | 4883     |
| 106 | Женско становништво старосног доба 15 и више година са непотпуном основним образовањем           | 5213     |
| 107 | Становништво старо 15 и више година са комплетним основним образовањем                           | 19049    |
| 108 | Мушко становништво старо 15 година и више са комплетним основним образовањем                     | 9145     |
| 109 | Женско становништво старо 15 и више година са комплетним основним образовањем                    | 9904     |
| 110 | Становништво старосног доба 15 и више година са непотпуним средњим образовањем                   | 5599     |
| 111 | Мушко становништво старосног доба од 15 година и више са непотпуним средњим образовањем          | 3029     |
| 112 | Женско становништво старосног доба од 15 година и више са непотпуним средњим образовањем         | 2570     |
| 113 | Становништво старо 15 и више година са пуним секундарном образовањем                             | 26372    |
| 114 | Мушко становништво старосног доба од 15 година и више са пуним секундарном образовањем           | 12887    |
| 115 | Женско становништво старосног доба од 15 година и више са пуним секундарном образовањем          | 13485    |
| 116 | Становништво старије од 18 година са постосновним образовањем                                    | 20043    |
| 117 | Мушко становништво старије од 18 година са постосновним образовањем                              | 10456    |
| 118 | Женско становништво старије од 18 година са постосновним образовањем                             | 9587     |
| 119 | Просечна оцена школовања                                                                         | 7.96     |
| 120 | Просечан ниво образовања мушке популације                                                        | 8.03     |
| 121 | Просечан ниво образовања женског становништва                                                    | 7.89     |
| 122 | Економски активно становништво                                                                   | 54212    |
| 123 | Економски активна мушка популација                                                               | 37465    |
| 124 | Економски активна женска популација                                                              | 16747    |
| 125 | Становништво које није економски активно                                                         | 43990    |
| 126 | Мушко становништво које није економски активно                                                   | 11329    |
| 127 | Женско становништво које није економски активно                                                  | 32661    |
| 128 | Запослено становништво                                                                           | 51659    |
| 129 | Запослено мушко становништво                                                                     | 35345    |
| 130 | Запослено женско становништво                                                                    | 16314    |
| 131 | Незапослена популација                                                                           | 2553     |
| 132 | Незапослена мушка популација                                                                     | 2120     |
| 133 | Незапослена женска популација                                                                    | 433      |
| 134 | Становништво без права на здравствене услуге                                                     | 49347    |
| 135 | Становништво које има право на здравствене услуге                                                | 87929    |
| 136 | Становништво које има право на ИМСС                                                              | 72662    |
| 137 | Становништво које има право на социјално осигурање                                               | 1294     |
| 138 | Становништво које има право на државно социјално осигурање                                       | 125      |
| 139 | Становништво које има право на опште осигурање или здравствено осигурање за нову генерацију      | 12759    |
| 140 | Становништво које је било једном или није било у браку током 12 година и више                    | 33503    |
| 141 | Венчано или уједињено становништво од 12 година и више                                           | 57132    |
| 142 | Становништво које је било у браку или уједињено 12 година и више                                 | 7756     |
| 143 | Становништво са католичком религијом                                                             | 125291   |
| 144 | Протестанти, еванђелисти и библијски следбеници различити од еванђелиста                         | 7094     |
| 145 | Становништво са другим религијама различитим од претходних                                       | 67       |
| 146 | Становништво без религије                                                                        | 2091     |
| 147 | Укупно пописаних домаћинства                                                                     | 32031    |
| 148 | Пописна домаћинства на челу са мушкарцима                                                        | 25148    |
| 149 | Пописна домаћинства на челу са женама                                                            | 6883     |
| 150 | Становништво у пописним домаћинствима                                                            | 137577   |
| 151 | Становништво у пописним домаћинствима на челу са мушкарцима                                      | 110563   |
| 152 | Становништво у пописним домаћинствима на челу са женама                                          | 27014    |
| 153 | Укупно домаћинстава                                                                              | 42916    |
| 154 | Укупно насељених домаћинстава                                                                    | 32233    |
| 155 | Укупно приватних кућа                                                                            | 42714    |
| 156 | Насељени приватни домови                                                                         | 32031    |
| 157 | Укупно насељених приватних кућа                                                                  | 32230    |
| 158 | Ненасељене приватне куће                                                                         | 8780     |
| 159 | Појединачна домаћинства за привремену употребу                                                   | 1903     |
| 160 | Становници у насељеним приватним кућама                                                          | 137577   |
| 161 | Насељеност станара у приватним становима                                                         | 4.3      |
| 162 | Просечно становника по соби у приватним насељеним домаћинствима                                  | 1.24     |
| 163 | Појединачна домаћинства са подовима од различитих материјала од земље                            | 30119    |
| 164 | Појединачна домаћинства у приземљу                                                               | 1721     |
| 165 | Појединачна домаћинства са једном спаваћом собом                                                 | 11182    |
| 166 | Појединачна домаћинства са две спаваће собе и више                                               | 20677    |
| 167 | Појединачна домаћинства са једним собом                                                          | 1745     |
| 168 | Појединачна домаћинства са две собе                                                              | 6578     |
| 169 | Појединачна домаћинства са 3 собе и више                                                         | 23502    |
| 170 | Појединачна домаћинства која имају електрично светло                                             | 31723    |
| 171 | Појединачна домаћинства која немају електрично светло                                            | 173      |
| 172 | Појединачна домаћинства која имају водоводну воду у стамбеном простору                           | 26499    |
| 173 | Појединачна домаћинства која немају водоводну воду у стамбеном простору                          | 5345     |
| 174 | Појединачна домаћинства која имају тоалет                                                        | 31486    |
| 175 | Појединачна домаћинства која имају канализацију                                                  | 31235    |
| 176 | Појединачна домаћинства која немају канализацију                                                 | 581      |
| 177 | Појединачна домаћинства која имају електрично светло, довод воде из јавне мреже и канализацију   | 26074    |
| 178 | Појединачна домаћинства без икаквих услова                                                       | 115      |
| 179 | Појединачна домаћинства која имају радио                                                         | 26954    |
| 180 | Појединачна домаћинства која имају телевизор                                                     | 31213    |
| 181 | Појединачна домаћинства која имају фрижидер                                                      | 28936    |
| 182 | Појединачна домаћинства која имају машину за веш                                                 | 24799    |
| 183 | Појединачна домаћинства која имају аутомобил или комби                                           | 14757    |
| 184 | Појединачна домаћинства која имају рачунар                                                       | 7387     |
| 185 | Појединачна домаћинства која имају фиксну телефонску линију                                      | 12493    |
| 186 | Појединачна домаћинства која имају мобилни телефон                                               | 25111    |
| 187 | Појединачна домаћинства која имају приступ интернету                                             | 4215     |